# Esclangon (kráter)

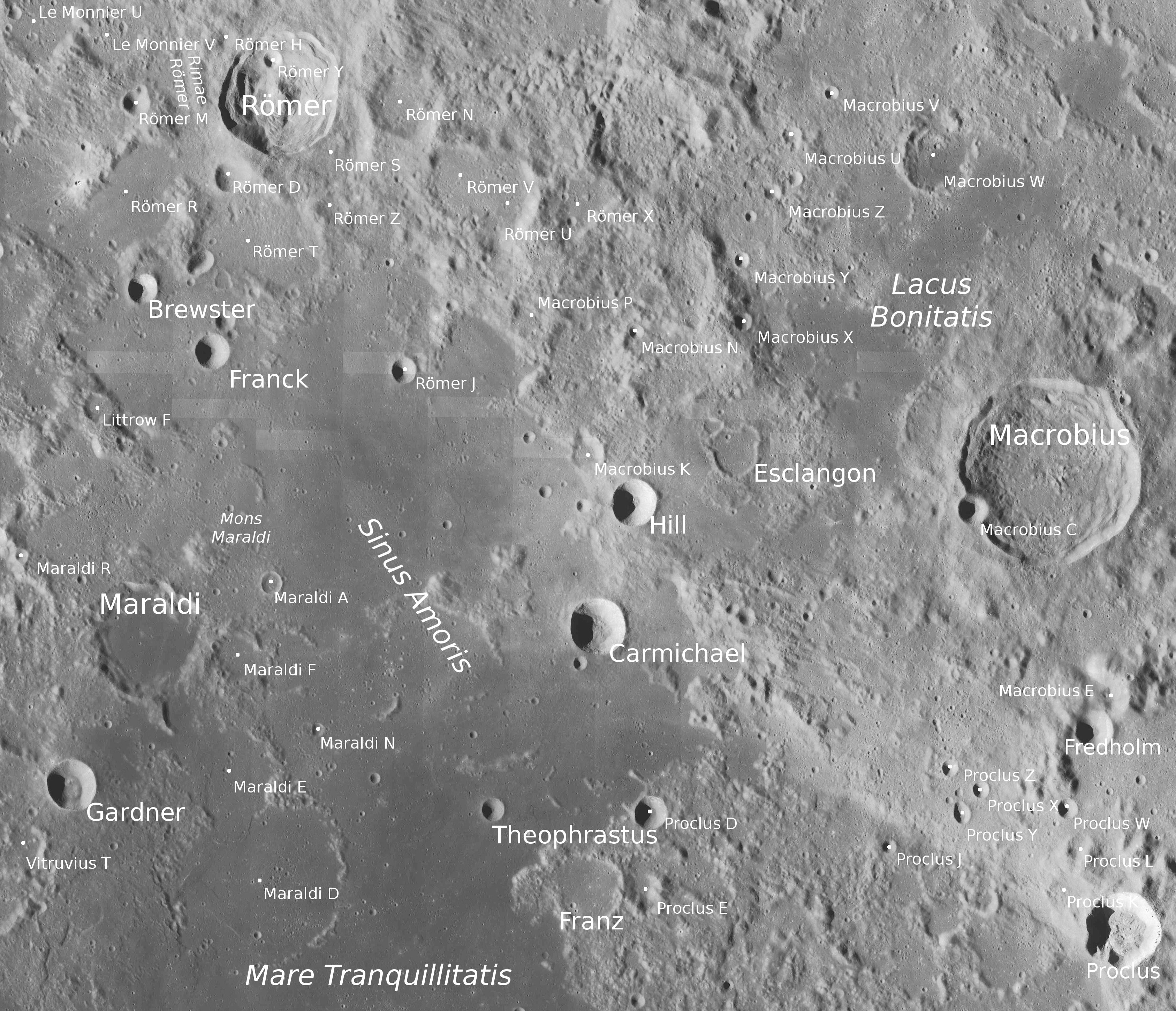
Kráter Esclangon a okolí.

Esclangon je lunární kráter nacházející se v pevninském terénu východně od Sinus Amoris (Záliv lásky) na přivrácené straně Měsíce. Má průměr 16 km, pojmenován je podle francouzského astronoma Ernesta Esclangona. Jedná se o lávou zatopený kráter s nízkým okrajovým valem. Má nepravidelný tvar, v severozápadní a severovýchodní části je val vyboulen, pravděpodobně se zde nacházely menší krátery, které se po zatopení sloučily s hlavním Esclangonem.
Než jej Mezinárodní astronomická unie v roce 1976 přejmenovala, nesl název Macrobius L.
Východně leží komplexní kráter Macrobius, jihozápadně se nachází kráter Hill. Severovýchodně se rozprostírá Lacus Bonitatis neboli Jezero štědrosti.